# 葉進益
葉進益（1926年—1987年），臺灣臺南市安定區港口里人，剪黏匠師。葉進益作品主要遍及臺灣南部縣市，例如南鯤鯓代天府、安平開臺天后宮、高雄哈瑪星代天宮、鹽水護庇宮等處都有其作品。

## 生平
葉進益是人稱「鬃師」的葉鬃長子，從12歲開始便接觸剪黏。離開中學後曾在「丸尾組」工作，但工作不久便離職，進入剪黏這一行。
葉進益工作中並常與彩繪家潘麗水及木雕家葉經義等互動、請益及交流，作品在南鯤鯓代天府及南鯤鯓萬善堂、哈瑪星代天宮、安平開台天后宮、北門三寮灣東隆宮、鹿港天后宮、鹽水月港護庇宮、旗津天后宮、學甲中洲惠濟宮、佳里埔頂通興宮、台南昆沙宮、台南沙陶宮等處的廟宇屋脊或廟內兩側壁堵，尚有其作品。